# Anthaxia escalerinella
Anthaxia escalerinella es una especie de escarabajo del género Anthaxia, familia Buprestidae. Fue descrita científicamente por Novak en 1988.